# Utilidade de aquisição
Utilidade de aquisição é um conceito criado por Richard Thaler que descreve o preço que uma pessoa considera ser justo para determinado produto-serviço. Segundo Thaler, decisões de compra dependem da utilidade da aquisição e da utilidade da transação.